# Henri François de Ségur
Henri Segur, francoski general, * 1689, † 1751.
1. ↑  Lundy D. R. The Peerage